# Tecoma weberbaueriana
Tecoma weberbaueriana là một loài thực vật có hoa trong họ Chùm ớt. Loài này được (Kraenzl.) Melch. miêu tả khoa học đầu tiên năm 1941.